# ترور نافرجام رابرت فیتسو
در ۱۵ مهٔ ۲۰۲۴، رابرت فیتسو نخست‌وزیر اسلواکی در شهرک مرکزی اسلواکی یعنی هاندلوا، در مقابل فرهنگسرای این شهر پس از دیدار دولتی مورد اصابت گلوله قرار گرفت و به‌شدت مجروح شد. او پس از جراحی اورژانسی در بیمارستان بستری و حالش پایدار شد. مظنون توسط پلیس در صحنه ترور بازداشت شد.